# 孟建民 (建筑师)
孟建民（1958年2月7日—），出生于江苏徐州，中华人民共和国建筑师，现任深圳市建筑设计研究总院有限公司首席总建筑师、深圳大学特聘教授、澳門科技大學特聘教授兼博士生导师、澳門科技大學人文藝術學院澳門世界遺產保護與發展研究中心主任、中国建筑学会副理事长等。1990年毕业于东南大学，获博士学位。2015年当选为中国工程院院士。